# Muhammad II van Chorasmië
Muhammad II van Chorasmië of Ala ad-Din Muhammad II was sultan van Chorasmië van 1200 tot 1220. Hij bracht zijn rijk naar de grootste omvang, maar ook naar de vernietiging. Muhammed II was de zoon van sjah Ala al-Din Tekish en Terken Khatun.

## Context
Toen Muhammad II aan de macht kwam in 1200 stond het land onder groter druk van Ghowriden. Als sultan Ghiyāṣ van de Ghowriden in 1203 stierf veroverde Muhammad II de stad Herat. Muhammad Ghowri, de broer van Ghiyāṣ viel Chorasmië aan en veroverde hun hoofdstad Kunya-Urgench. Muhammad II zocht hulp bij de Kara-Kitan, wat volgde was de slag bij Andkhud, een nederlaag voor Muhammad Ghowri. Na de dood van Muhammad Ghowri in 1206, profiteerde Muhammad II ervan om het westelijk deel van het rijk van de Ghowriden in te palmen. In 1211/1212 slaagde hij er ook in het rijk van de Karachaniden te veroveren. In 1217 strekte zijn rijk van de rivier de Syr Darja tot aan de Perzische Golf.
Muhammad II werd overmoedig en eiste van kalief al-Nasir (1180-1225) de titel van sjah, wat hem werd geweigerd. Hij zette een strafexpeditie op richting Bagdad, maar zijn leger werd door een sneeuwstorm weggevaagd in het Zagrosgebergte.
In 1218 werd hij benaderd door afgezanten van Dzjengis Khan met een voorstel voor een handelsakkoord. Na veel heen en weer gepalaver liet Muhammad II een van de afgevaardigden executeren. In 1219 werd Chorasmië door de Mongolen onder de voet gelopen. Muhammad II kon vluchten, maar stierf kort nadien.